# 大舘持房
大舘 持房（おおだち もちふさ）は、室町時代中期の武将。室町幕府の幕臣。大舘満信（みつのぶ、氏信の子）の子。いとこに今参局。

## 生涯
応永28年（1421年）に4代将軍足利義持より偏諱（「持」の字）を賜って持房と名乗った（弟の持員（もちかず）も同様）。義持並びに5代将軍足利義量の時代は近習・申次など将軍側近の役割を果たしている。応永35年（1428年）1月に義持が死去すると、6代将軍に義円（足利義教）が選ばれたが、その際には義円の行列の警護を務めている。また、父満信に至っては義円を迎える使者を務めるなどしたことから、満信・持房父子は義教のもとで信任され、永享年間の初期には満信が奉公衆の5番頭に、持房が御供衆に任命されている。
ところが、義教が幕府権力の強化のために恐怖政治を行なうに及んで満信はたびたび諫言したため、義教の怒りを買って強制的に隠居させられた上、その所領も持房に与えられている。満信は持房よりその弟である持員を偏愛していたため、これが持房の讒言によるものと誤解し、義教が嘉吉の乱で殺害されるとその所領を奪って持員に与えたりしている。しかし、持房は文句も言わず、奪われた所領を取り返してもいない。
義教の死後、7代将軍足利義勝を経て8代将軍足利義政の時代になると、遠縁の同族である今参局が権勢を強めたが、持房も娘の佐子を義政の側室として入れ、その間に娘が生まれたことから外戚として権勢を振るった。父と同じ奉公衆5番頭に任じられ、応仁の乱では幕府御所の警護を務めるなど幕府の重鎮として活躍したが、老齢のため嫡孫の政重に家督を譲って隠居し、文明3年（1471年）9月に死去した。享年71。もう1人の孫尚氏も奉公衆を務めている。
「大舘持房行状‐故総州大守源公持房景寵院殿高門常誉行状」は息子の1人周麟による著作で、室町時代の上級武士の生活を知る上で貴重な作品となっている。